# HDR10+

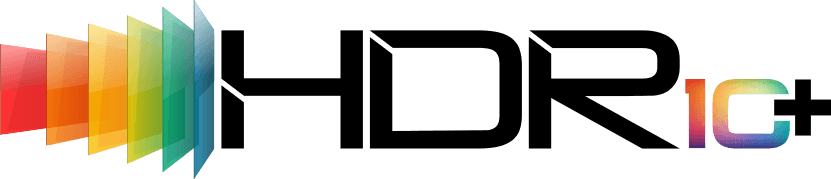
HDR10+ ロゴ

HDR10+とは、HDR10の元のデータに動的メタデータを付加するハイダイナミックレンジ（HDR）映像技術である。HDR10+は、シーンごとないしフレームごとのダイナミックレンジおよびシーンの特性を通知する。すると表示装置は動的メタデータを使用した動的トーンマッピングを通して、適切なトーンマッピングを適用する。動的トーンマッピングは、映像全体に単一のトーンカーブを使用するのではなく、シーンごとに異なるトーンカーブを適用するという点で静的トーンマッピングとは異なっている。HDR10+はHDMI 2.1規格（の修正1）の一部としての動的メタデータの、デフォルトの変化形である。

## 解説
HDR10 Plusとしても知られるHDR10+は、2017年4月20日にサムスンとアマゾン・ビデオをから発表された。HDR10+はHDR10に、シーンごとないしフレームごとに、最高10,000cd/m2までの輝度レベルで、より的確に輝度を調整するために使われる動的メタデータと、10ビットの色深度および8K解像度のサポートを追加しするアップデートである。この機能は SMPTE ST 2094-40 Application #4 のサムスンの適用に基づいている。HDR10+は公開標準でありかつロイヤリティフリーであり、ColorfrontのTranskoderおよびMulticoreWareのx265でサポートされている。HDR10+デバイス製造者への認証及びロゴプログラムは年間管理費で利用可能になり、1台ごとの使用料は不要である。認定試験センターでは、HDR10+デバイスの認定プログラムを実施している。
2017年8月28日、サムスン、パナソニックおよび20世紀フォックスは、HDR10+規格の推進のためにHDR10+アライアンスを結成した

。
HDR10+ビデオは、2017年12月13日にAmazonビデオから提供が開始された
。
2018年1月5日、ワーナー・ブラザースはHDR10+規格のサポートを発表した。2018年1月6日、パナソニックはHDR10+をサポートするUltra HD Blu-rayプレイヤーを発表した。2019年4月4日、ユニバーサル・ピクチャーズ・ホームエンターテイメントは、HDR10+でマスタリングした新しいタイトルのリリースに向けたサムスン電子との技術提携を発表した。HDR10+は、無料であるにも関わらずHDR10に対するドルビー・ビジョンの利点のほとんどを備えていると見做されている。
知名度がかなり低いうえ、HDR10のみを採用する媒体がかなり多いため、HDR10+は現状Fire TV Stickなどのごく一部の端末で対応コンテンツを視聴する際にのみ効果を発揮する。

## 技術的詳細

### HDR10+ コンテント・プロファイル
- EOTF: SMPTE ST 2084（PQ）
- クロマ・サブサンプリング：4:2:0（圧縮映像源用）
- 解像度：特定せず（2K/4K/8K[20]その他）
- ビット深度：10ビット以上（最高16ビット）
- 原色色度：ITU-R BT.2020
- 最大リニア化画素値：R/G/B各色10,000cd/m2
- メタデータ（必須）：マスタリング・ディスプレイの色域体積[21]
- メタデータ（オプション）：MaxFALL、MaxCLL[22]

HDR10+テクノロジーは、10,000cd/m2、8KよびBT.2020の色域というHDR規格の全域をサポート可能である。解像度を特定しないため、メタデータを1回は作成する必要があるが、任意のターゲット解像度に適用できる。
HDR10+はWebMを介してHEVCおよびVP9と互換性があり、ITU-T T.3メタデータをサポートする任意のコーデックに適用できる。

### ワークフローとエコシステム

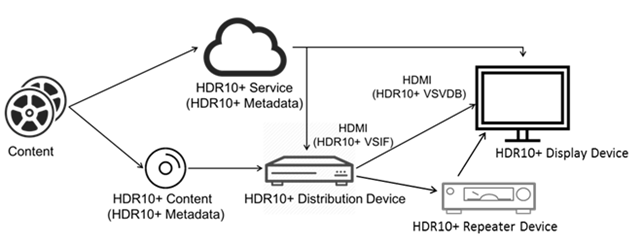
HDR10+配信エコシステム

HDR10+は既存のHDRポストプロダクションおよび配信ワークフローでHDR10のマスターファイルを活用する。
HDR10+エコシステムは、既存のシステム内で、
- HDR10+メタデータをJSONファイルに保存する
- HDR10+メタデータをHDR10でエンコードされたコンテンツに埋め込む
- ディジタル・ストリームを介して配信する（例：HDR10+ SEIによるストリーミング[24]）
- HDR10+コンテンツを対応ディスプレイ（例：HDR10+ VSIFを備えたHDMIインターフェース）に表示する[25]

### メタデータ生成

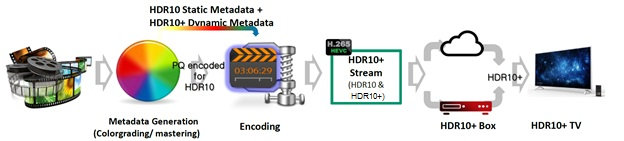
HDR10+メタデータ・ワークフロー

オフラインおよびビデオ・オン・デマンド（VOD）（例：Ultra HD Blu-ray、オーバー・ザ・トップ（OTT）、多チャンネルビデオ番組配信者（MVPD））の場合、HDR10+メタデータはポストプロダクション中やマスタリング処理中ないし配信バックエンド用のトランスコーディング/エンコーディング中にHDR10+コンテンツ生成ツールによって次の2ステップで生成することができる：
1. シーンのカットを特定
2. 各シーンやフレームの画像解析を行って統計データの抽出

HDR10+メタデータは、複雑さの少ないJSON構造化テキストファイルを介して交換され、解析されてビデオファイルに挿入される。

### ライブ・エンコーディング

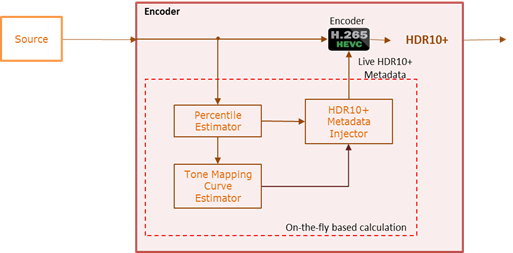
HDR10+ライブ・エンコード・ワークフロー

HDR10+のメタデータを各フレームで配信することでライブでの利用が可能となる。HEVCエンコーダーはライブコンテンツにメタデータの生成と注入し、携帯電話は映像を録画し、録画中にリアルタイムでHDR10+のメタデータを生成する。ライブ・エンコーディングの詳細はライブ・コンコード・ワークフロー図に記載されているが、伝送時点でのリアルタイムの放送操作に対応しているため、メタデータなしの放送操作も可能である。

### 互換性

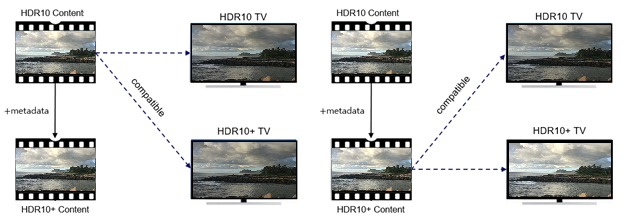
HDR10+の後方互換性

HDR10+メタデータはITU-T T.35に準拠しており、HDR10の静的メタデータのような他のHDRのメタデータと共存できることが、HDR10+にHDR10+非対応のテレビとも後方互換性を持たせている。HDR10+のメタデータはこの形式をサポートしていない機器では無視され、映像はHDR10で再生される。

## 運営
HDR10+ Technologies, LLCは、HDR10+の採用を希望する製品のライセンスおよび認証プログラムを管理している。HDR10+ Technologies, LLCは技術仕様書、試験仕様書および認証ロゴを提供している。

### 創設者
- 20世紀フォックス
- パナソニック株式会社
- サムスン電子[30]

### 認定試験センター
製品の認証は認定試験センターを通じて行われる。以下にHDR10+認定試験センターの一覧を示す：
- Allion - 日本
- BluFocus - アメリカ合衆国
- TTA - 韓国
- TIRT - 中国

## 採用

### 採用者[31]
- Amazon
- エヴァーツAV
- パナソニック
- テレチップス
- アムロジック（上海）
- エクストロン・エレクトロニクス
- パレード・テクノロジーズ（Parade Technologies, Inc. ）
- テレダイン・レクロイ
- Andy Fiord Production Company
- FFピクチャーズGmbH
- ピクセロジック・メディア・パートナースLLC
- TFIディジタル・メディア
- Arcelik
- フィデリティ・イン・モーション
- ピクセルワークス
- Top ビクトリー・エレクトロニクス -TPV
- ARM
- ジャイアント・インタラクティブ
- ピクスツリー
- TVS REGZA（旧・東芝映像ソリューション）
- アストロ・デザイン
- グラス・ヴァレイ
- プロダクション・スタジオ・アースプロ
- Turbine Medien GmbH
- ATEME SA
- OPPO
- クアルコム
- 21世紀フォックス
- Audio Partnership PLC
- Interra Systems
- Rakuten TV
- Unigraf Oy
- Xiaomi
- Inventory Films
- Realme Chongqing Mobile
- US Screen Corp
- ブラックマジックデザイン
- Ivi.ru LLC
- Realtek Semiconductor Corp.
- V-Silicon Inc.
- Blackshark Technologies
- JVCケンウッド
- ローデ・シュワルツ
- Venera Technologies
- ブロードコム
- レーベ・テクノロジーズ
- サムスン電子
- VeriSilicon, Inc
- Capella Systems
- Lussier
- Shenzhen SDMC Technology Co., Ltd
- Vestel Elektronik
- Chrontel
- MediaArea.net
- TCL
- ビコム
- Colorfront
- Media Tek Inc.
- Shenzhen Zidoo Technology Co., Ltd.
- VideoQ
- Crestron Electronics
- MegaChips Technology America
- Shout! Factory LLC
- Visible Light Digital Inc
- Dalet UK Ltd.
- Megogo LLC
- Sirius Pixels
- Vivo Mobile Communications
- Deluxe Entertainment Services Group
- MTI Film
- Socionext, Inc.
- VIZIO
- Digital Vision
- Novatek Microelectronics Corp
- Spears & Munsil
- ワーナー・ブラザース
- DTS, Inc.
- Omnitek
- Spin Digital Video Technologies GmbH
- Weka Media Publishing
- Encoding.com Inc.
- OnePlus Technology (Shenzhen) Co., Ltd
- Synaptics, Inc.
- Xi'an NovaStar Tech Co., Ltd.
- Enteractive GmbH
- Onkyo Corporation
- T1 Technologies
- Yamzz IP BV
- EON 247, A Public Benefit Corporation
- Tatung Technology Inc.

### HDR10+認証製品
認証製品のカテゴリーは以下の通り：
- UHDテレビ・ディスプレイ
- Ultra HD Blu-rayディスクプレイヤー
- Systems-on-chip (SoC)
- セットトップボックス
- A/Vレシーバー
- ストリーミング・アプリケーション
- モバイル機器